# Сирхан Сирхан
Сирхан Бишара Сирхан (арап. سرحان بشارة سرحان, рођен 19. марта 1944 у Јерусалиму) је јордански затвореник, који је 6. јуна 1968, извршио атентат на америчког сенатора Роберта Ф. Кенедија, млађег брата америчког председника Џона Кенедија (убијен у Даласу 1963). Дана 17. априла 1969, је Сирхан осуђен на доживотну казну, коју издржава до данас.